# Heintje – Einmal wird die Sonne wieder scheinen
Heintje – Einmal wird die Sonne wieder scheinen ist ein deutscher Musik- und Familienfilm von Regisseur Hans Heinrich. Neben Heintje spielen Heinz Reincke, Gerlinde Locker und Paul Dahlke die Hauptrollen. Die Uraufführung des Films erfolgte am 25. März 1970 im Mathäser-Filmpalast in München.

## Inhalt
Der Junge Heintje wächst bei seinem alleinerziehenden Vater Klaus Helwig auf, der als Bankangestellter tätig ist. Als man Helwig verdächtigt, eine große Geldsumme unterschlagen zu haben, verhaftet man ihn kurzerhand. Um zu verhindern, dass Heintje in einem Kinderheim landet, bringt ihn die Anwältin Renate Ahrens bei seinem wohlhabenden Großvater Friedrich Wilhelm Berthold unter. Seit dem Tod seiner Tochter Maria, die bei Heintjes Geburt starb, ist Berthold ein verbitterter Mann, der jeglichen Kontakt zu Klaus und Heintje abgebrochen hat. Um seinem Enkel, dessen Vater zudem ein vermeintlicher Verbrecher ist, auch weiterhin aus dem Weg zu gehen, quartiert er Heintje im Keller seines Anwesens ein. Immerhin kümmert sich dort die rührige Hausdame Frau von Schleinitz um das Kind.
Im Laufe der Zeit kann Heintje das Herz seines Großvaters, der im Grunde ein herzensguter Mensch ist, erweichen. Aber als der Junge herausfindet, dass Robert Engelhardt, Juniorchef der Bank, für die Unterschlagungen verantwortlich ist, will Berthold davon nichts wissen. Heintje macht sich schließlich alleine auf den Weg zur Côte d’Azur, wo Engelhardt ein kriminelles Geschäft mit dem Gangster Willi abwickeln will. Aus Sorge um seinen Enkel reist der Großvater schließlich hinterher. Es kommt zu dramatischen Szenen, doch am Ende sind die wahren Verbrecher gestellt und Klaus Helwig ist wieder ein freier Mann.

## Hintergrund
Der Film Heintje – Ein Herz geht auf Reisen (1969) erwies sich als großer kommerzieller Erfolg, sodass er im Jahr darauf mit der Goldenen Leinwand ausgezeichnet wurde. Unmittelbar nach den Dreharbeiten zu Hurra, die Schule brennt! (1969), in dem Heintje neben Peter Alexander und Hansi Kraus zu sehen war, realisierte man diesen Film, in dem der Kinderstar in einer auf ihn zugeschnittenen Hauptrolle zu sehen war.
Die Regie übernahm diesmal Hans Heinrich, verantwortlicher Filmarchitekt war Ernst H. Albrecht. Die FSK gab den Film am 24. Februar 1970 ab sechs Jahren frei.
Die Villa, in der Heintje bei seinem Großvater wohnt, ist die ehemalige Villa Pikuritz in Berlin-Charlottenburg, Menzelstraße 12. Heute benutzt Südkorea dieses Gebäude als Botschafterresidenz.

## Musik
Während die übrige Filmmusik aus der Feder von Raimund Rosenberger stammt, sind vor allem Schlager von Heintje zu hören:
- Kleine Kinder, kleine Sorgen
- Zwei kleine Sterne
- Wenn du einmal Geburtstag hast
- Traumland
- Letzte Rose in unser’m Garten
- Deine Liebe, deine Treue

## Kritik
„Äußerst anspruchslose Mischung aus Sentiment und Kitsch und etwas naivem Kriminalabenteuer, garniert mit neuen schmalzigen Schlagern des damaligen Kinderstars Heintje.“

„Märchenhaft, gemütvoll, sangesfroh. Ab 10 für Heintje-Fans.“